# San Marcos de Caiquín
San Marcos de Caiquín è un comune dell'Honduras facente parte del dipartimento di Lempira.